# 常道直
常道直（1897年—1975年），又名导之，男，江苏江宁人，中国教育家，曾任国立中央大学教育系教授，中华民国教育部部聘教授。